# Băsești, Maramureș
Băsești este satul de reședință al comunei cu același nume din județul Maramureș, Transilvania, România.

## Istoric
Istoric, localitatea ține de ținutul Sălajului, fapt relevat de numele maghiar al localității, în traducere "Ilienii de Sălaj". Până la desființarea județelor odată cu instaurarea regimului comunist, Băseștii au făcut parte din județul Sălaj (interbelic).
Prima atestare documentară: 1391 (Bassafalva). 

## Etimologie
Etimologia numelui localității: din n. grup băsești, derivat din n. fam. Basa (< gr. Basa; cf. și bg. Base) + suf.-ești. 

## Demografie
Conform datelor recensământului din 1930 localitatea număra 1.163 locuitori, dintre care 1.071 români, 55 evrei, 27 maghiari, 8 germani ș.a. Sub aspect confesional populația era alcătuită din 1.031 greco-catolici, 55 mozaici, 28 reformați, 18 baptiști, 16 ortodocși ș.a.

## Obiectiv memorial
Monumentul Eroilor Români din Primul Război Mondial. Opera comemorativă, înaltă de 3,70 m, este amplasată în centrul comunei, fiind dedicată militarilor români care au murit în Primul Război Mondial. Singurele înscrisuri de pe monument sunt anii „1914-1918“.

## Monument istoric
Casa George Pop de Băsești (1878-1890). 

## Biserici
Vechea biserică din sat, construită de de comunitatea greco-catolică în 1846, a fost repictată la 150 de ani de la începutul existenței sale istorice, între anii 1996-1998, în stil ortodox, de pictorii bisericești Virgil Jicărean și Henorel Nica din Cluj. Această biserică are reprezentată o scenă unică în herminia picturii sacre bizantine, fiind situată pe centura de deasupra altarului, și intitulată de autori, LITURGHIA COSMICĂ, reprodusă și în tabloul de promoție pe anul 1992 al Seminarului Teologic Ortodox din Cluj-Napoca. Această scenă, a devenit o premieră mondială în registrul picturilor bisericești orientale, având binecuvântarea Î.P.S.Sale Irineu Pop din Alba Iulia, pe când era episcop-vicar la Arhiepiscopia ortodoxă din Cluj.

## Personalități
- Gheorghe Pop de Băsești (1835-1919), om politic, președintele Marii Adunări Naționale de la Alba Iulia din 1 decembrie 1918
- Alexandru Pop (avocat) (1877-1929), deputat în Marea Adunare Națională de la Alba Iulia 1918
- Dumitru Pop (1927-2002), etnolog, profesor la Facultatea de Filologie din Cluj (acum Facultatea de Litere)
- Decebal Traian Remeș (1949-2020), ministru al finanțelor (1998-2000) și al agriculturii (2007)
- Irineu Pop Bistrițeanul (n. 1953), arhiepiscop ortodox